# Varcia flavicostalis
Varcia flavicostalis är en insektsart som först beskrevs av Kirby 1889.  Varcia flavicostalis ingår i släktet Varcia och familjen Nogodinidae. Inga underarter finns listade i Catalogue of Life.